# Годрик Грифиндор
Годрик Грифиндор е герой от поредицата Хари Потър. Той е един от основателите на училището за магия и вълшебство Хогуортс. Символ на дом „Грифиндор“ е лъв, а цветовете червен и златен. Мантиите за куидич са в червен цвят със златен лъв. Ръководител на дома е проф. Минерва Макгонъгол. Там са смелите и храбрите ученици. От както Хари Потър е в училището „Грифиндор“ постоянно печели купата на домовете. Учениците от дом „Грифиндор“ са приятели с учениците от домовете „Хафълпаф“ и „Рейвънклоу“. Но са врагове от много отдавна с дом „Слидерин“. Най-познатите ни герои от „Грифиндор“ са- Хари Потър, Рон Фред и Джордж Уизли, Хърмаяни Грейнджър, Сириус Блек, Джеймс Потър, Лили Евънс(по късно Лили Потър), Ремус Лупин, Питър Петигрю, Анджелина Джонсън и други. „Грифиндор“ има меч познат като „Мечът на Годрик Грифиндор“. Мечът може да се извади само от истински грифиндорец от "Разпределителната" шапка, също вещ на Годрик Грифиндор